# Couvent des Capucins d'Olesko
Pour les articles homonymes, voir Couvent des Capucins.
Le couvent des Capucins d'Olesko (en ukrainien: Олеськiй монастир капуцинів ; en polonais: klasztor oo. kapucynów w Olesku) est un ancien couvent des frères mineurs capucins situé en Galicie (Ukraine occidentale) à Olesko. C'est un monument protégé du patrimoine ukrainien.

## Historique et description

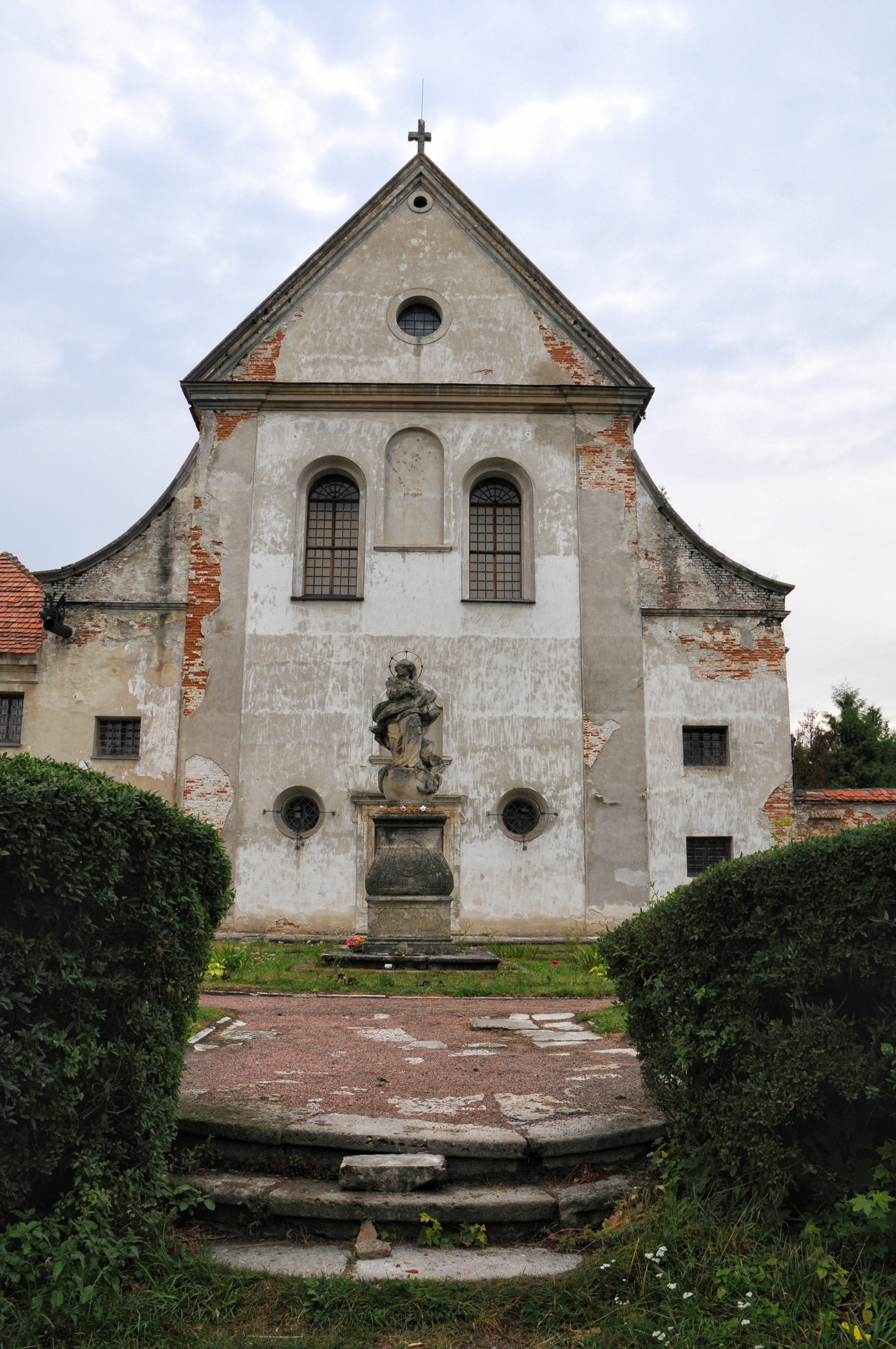
Façade de l'église avant restauration

L'histoire du couvent est intimement liée à celle du château d'Olesko, construit au XIVe siècle, et appartenant à la puissante famille Sobieski, puis aux Rzewuski. Ceux-ci font venir les capucins au début du  XVIIIe siècle. Le couvent est construit en 1737 par Martyn Dobrawski en style baroque avec une façade dépouillée comme il était de coutume pour tous les établissements capucins, ajoutant un petit jardin à la française orné de deux bassins et de sculptures de saints (œuvres de Leblanc), où sont plantées des herbes médicinales. Au-delà se trouve un verger. L'église est consacrée en 1739 et placée sous le vocable de saint Antoine de Padoue.
Le couvent, entouré de murs, est orienté est-ouest avec l'entrée principale de l'église à l'ouest. Celle-ci présente en façade un vaste fronton triangulaire sans clocher qui donne sur un parvis avec une statue baroque de l'Immaculée Conception de style autrichien. L'extérieur comme l'intérieur de l'église sont ornés de niches et de pilastres. Le maître-autel baroque est richement décoré.
Les bâtiments conventuels simples à deux étages se trouvent sur la gauche de l'entrée fermant de trois côtés le cloître, dont le côté nord est fermé par l'église conventuelle. Les capucins y ouvrirent un hospice. En 1838, la région souffre d'un tremblement de terre qui endommage le couvent.
La Galicie qui faisait partie de l'Empire autrichien est attribuée à la nouvelle république polonaise en 1919. En 1939, elle est occupée par l'Armée rouge et est intégrée à la république socialiste soviétique d'Ukraine. En 1941, c'est au tour de la Wehrmacht de s'installer dans la région jusqu'à en être chassée au début de l'année 1945 par les Soviétiques. Les capucins sont dispersés à la fin de l'année 1939 et les bâtiments nationalisés par le nouveau pouvoir soviétique. La décoration intérieure disparaît. L'ancien couvent sert d'entrepôt agricole, mais il tombe peu à peu en ruines à la fin des années 1960.
La République socialiste soviétique d'Ukraine décide de sa restauration en 1975 pour en faire une annexe du château d'Olesko abritant une partie des collections de tableaux du musée national de Lvov. Le couvent a été récemment restauré. Il est ouvert au public comme musée d'art.
Les capucins en Ukraine sont aujourd'hui (2013) vingt-huit frères répartis dans six couvents, à Kiev, Dnieprodzerjinsk, Dniepropetrovsk, Krassilov, Starokonstantinov et Vinnitsa, avec en plus une filiale à Voronej en Russie.

## Source
- (uk) Cet article est partiellement ou en totalité issu de l’article de Wikipédia en ukrainien intitulé « Монастир капуцинів (Олесько) » (voir la liste des auteurs).